# Llista Forbes dels més rics 2014
Les 30 persones per la Llista Forbes més riques del planeta:
| Rànquing | Nom                              | Valor Net          | Edat | Font                  | País           |
| -------- | -------------------------------- | ------------------ | ---- | --------------------- | -------------- |
| 1        | Bill Gates                       | $ 76.000 milions   | 58   | Microsoft             | EUA            |
| 2        | Carlos Slim Helú i família       | $ 72.000 milions   | 74   | Telecomunicacions     | Mèxic          |
| 3        | Amancio Ortega                   | $ 64.000 milions   | 77   | Inditex               | Espanya        |
| 4        | Warren Buffett                   | $ 58.200 milions   | 83   | Berkshire Hathaway    | EUA            |
| 5        | Larry Ellison                    | $ 48.000 milions   | 69   | Oracle                | EUA            |
| 6        | Charles Koch                     | $ 40.000 milions   | 78   | Koch Industria        | EUA            |
| 7        | David Koch                       | $ 40.000 milions   | 73   | Koch Industria        | EE.UU          |
| 8        | Sheldon Adelson                  | $ 38.000 milions   | 80   | Casinos               | EUA            |
| 9        | Christy Walton                   | $ 36.700 milions   | 59   | Wal-Mart              | EUA            |
| 10       | Jim Walton                       | $ 34.700 milions   | 66   | Wal-Mart              | EUA            |
| 11       | Liliane Bettencourt i família    | $ 34.500 milions   | 91   | L'Oreal               | França         |
| 12       | Stefan Persson                   | $ 34.400 milions   | 66   | H&M                   | Suècia         |
| 13       | Alice Walton                     | $ 34.300 milions   | 64   | Wal-Mart              | EUA            |
| 14       | S. Robson Walton                 | $ 34.200 milions   | 70   | Wal-Mart              | EUA            |
| 15       | Bernard Arnault i la família     | $ 33.500 milions   | 64   | LVMH                  | França         |
| 16       | Michael Bloomberg                | $ 33.000 milions   | 72   | Bloomberg LP          | EUA            |
| 17       | Larry Page                       | $ 32.300 milions   | 40   | Google                | EUA            |
| 18       | Jeff Bezos                       | $ 32.000 milions   | 50   | Amazon.com            | EUA            |
| 19       | Sergey Brin                      | $ 31.800 milions   | 40   | Google                | EUA            |
| 20       | Li Ka-shing                      | $ 31.000 milions   | 85   | Accionista            | Xina           |
| 21       | Mark Zuckerberg                  | $ 28.500 milions   | 29   | Facebook              | EUA            |
| 22       | Michele Ferrero i família        | $26.500 milions    | 88   | Xocolata              | Itàlia         |
| 23       | Karl Albrecht                    | $ 25.000 milions   | 94   | Aldi                  | Alemanya       |
| 24       | Aliko Dangote                    | $ 25.000 milions   | 56   | ciment, sucre, farina | Nigèria        |
| 25       | Carl Icahn                       | $ 24.5.000 milions | 78   | Inversions            | EUA            |
| 26       | George Soros                     | $ 23.000 milions   | 83   | Financer, Inversions  | EUA            |
| 27       | David Thomson i família          | $ 22.6.000 milions | 56   | Thomson Corporation   | Canadà         |
| 28       | Lui Che Woo                      | $ 22.000 milions   | 84   | Casinos               | Hong Kong      |
| 29       | Dieter Schwarz                   | $ 21.100 milions   | 74   | Schwarz-Gruppe        | Alemanya       |
| 30       | Prince Alwaleed Bin Talal Alsaud | $ 20.400 milions   | 58   | Inversions            | Aràbia Saudita |